# По воле божьей
«По воле Божьей» (фр. Grâce à Dieu) — кинофильм французского режиссёра Франсуа Озона, вышедший на экраны в 2018 году. Лента завоевала Гран-при жюри 69-го Берлинале.

## Сюжет
Фильм о реальной истории католического священника из Лиона Бернара Прейна, который в 2016 году был обвинён в совращении нескольких десятков мальчиков из его прихода. Фильм в хронологическом порядке восстанавливает историю событий — с того момента, как один из жителей Лиона, жертва священника, решает рассказать правду о произошедшем.

## История съёмок
Первоначально Франсуа Озон задумывал на данную тему снять документальный фильм. Но потом он решил, что лучше, если это будет игровая картина.

## Судебные разбирательства
Священник Бернар (Бернаре) Прейна, о котором повествует фильм, безуспешно пытался предотвратить показ фильма на территории Франции.
7 марта 2019 года архиепископ Лиона кардинал Филипп Барбарен был осуждён за сокрытие злоупотреблений, совершенных Прейна, и приговорён к шестимесячному тюремному заключению условно. 4 июля 2019 года духовный трибунал Архиепархии Лиона установил, что Бернаре Прейна «виновен в преступных действиях сексуального характера в отношении несовершеннолетних моложе шестнадцати лет», и применил к нему максимальное наказание, лишив сана. Несмотря на отмену приговора, скандал все же привёл к тому, что 6 марта 2020 года папа Франциск принял отставку Барбарена с поста архиепископа Лиона. 16 марта 2020 года Прейна был осуждён за сексуальное насилие над бойскаутами и приговорён к пяти годам тюремного заключения.

## В ролях
- Мельвиль Пупо — Александр Герен
- Дени Меноше — Франсуа Дебор
- Сванн Арло — Эммануэль Томассен
- Эрик Каравака — Жиль Перре
- Франсуа Мартуре — кардинал Барбарен
- Бернар Верле — отец Бернар Прейна
- Мартина Эрель — Режина Мер
- Жозиан Баласко — Ирен
- Элен Венсан — Одиль Дебор, мать Франсуа
- Франсуа Шатто — Пьер Дебор, отец Франсуа
- Фредерик Пьерро — капитан Курто

## Награды
- 2019 — Гран-при 69-го Берлинского международного кинофестиваля.
- 2019 — приз ФИПРЕССИ на Стокгольмском кинофестивале.
- 2019 — номинация на Приз Луи Деллюка за лучший фильм.
- 2020 — премия «Сезар» за лучшую мужскую роль второго плана (Сванн Арло), а также 7 номинаций: лучший фильм, лучший режиссёр (Франсуа Озон), лучший оригинальный сценарий (Франсуа Озон), лучшая мужская роль (Мельвиль Пупо), лучшая мужская роль второго плана (Дени Меноше), лучшая женская роль второго плана (Жозиан Баласко), лучший монтаж (Лор Гардетт).
- 2020 — 5 номинаций на премию «Люмьер»: лучший фильм, лучший сценарий (Франсуа Озон), лучшая мужская роль (Сванн Арло), лучшая операторская работа (Мануэль Дакосс), лучшая музыка (Евгений Гальперин, Саша Гальперин).